# Bolliger & Mabillard
Bolliger & Mabillard Consulting Engineers (comúnmente conocido como B&M) es una compañía suiza de diseño de montañas rusas. Fue fundada en 1988 por Walter Bolliger, Claude Mabillard. Desde 1990, B&M ha construido decenas de montañas rusas, además de haber popularizado varias tecnologías en sus atracciones, entre las cuales destaca la montaña rusa invertida. En sus comienzos, la compañía tenía cuatro empleados, que se han ampliado a los más de 30 actualmente. La sede de la empresa se encuentra en Monthey (Suiza).

## Historia

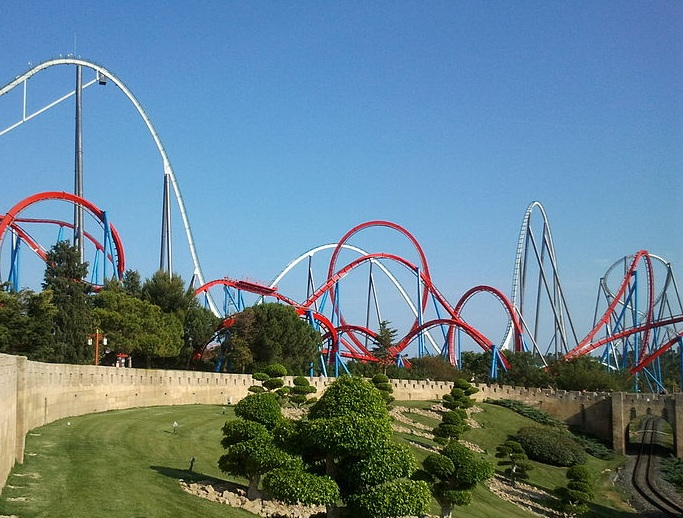
Shambhala y Dragon Khan, PortAventura Park (España)

La compañía comenzó con la construcción de la montaña rusa Iron Wolf (Six Flags Great America) en 1990. La fama alcanzó a la firma en 1992 con la atracción Batman: The Ride (también en Six Flags Great America), que fue la decimoquinta montaña rusa invertida. Batman: The Ride fue clave para el éxito de B&M ya que la cadena de parques de atracciones Six Flags decidió comprar 9 de estos a lo largo de los años, dando una suma total de 63 millones de dólares.
Ambos miembros fundadores trabajaban para Intamin AG antes de fundar su propia compañía. Durante su estancia en Intamin AG contribuyeron al diseño de la primera montaña rusa "stand-up" (en la que se va de pie en vez de sentado), además de contribuir a otros proyectos de Intamin AG como por ejemplo Z-force en Six Flags Great America.

## Montañas rusas en funcionamiento
A día de hoy B&M tiene 124 montañas rusas operativas en todo el mundo, y 3 en construcción previstas para 2023: una "wing coaster" en "Chessington World of Adventures" sin nombre, una "surf coaster" en SeaWorld Orlando con nombre de Pipline the surf coaster y otra "wing coaster" en Legoland Deutschland con nombre de "Mythica Coaster".

## Tipos de montaña rusa

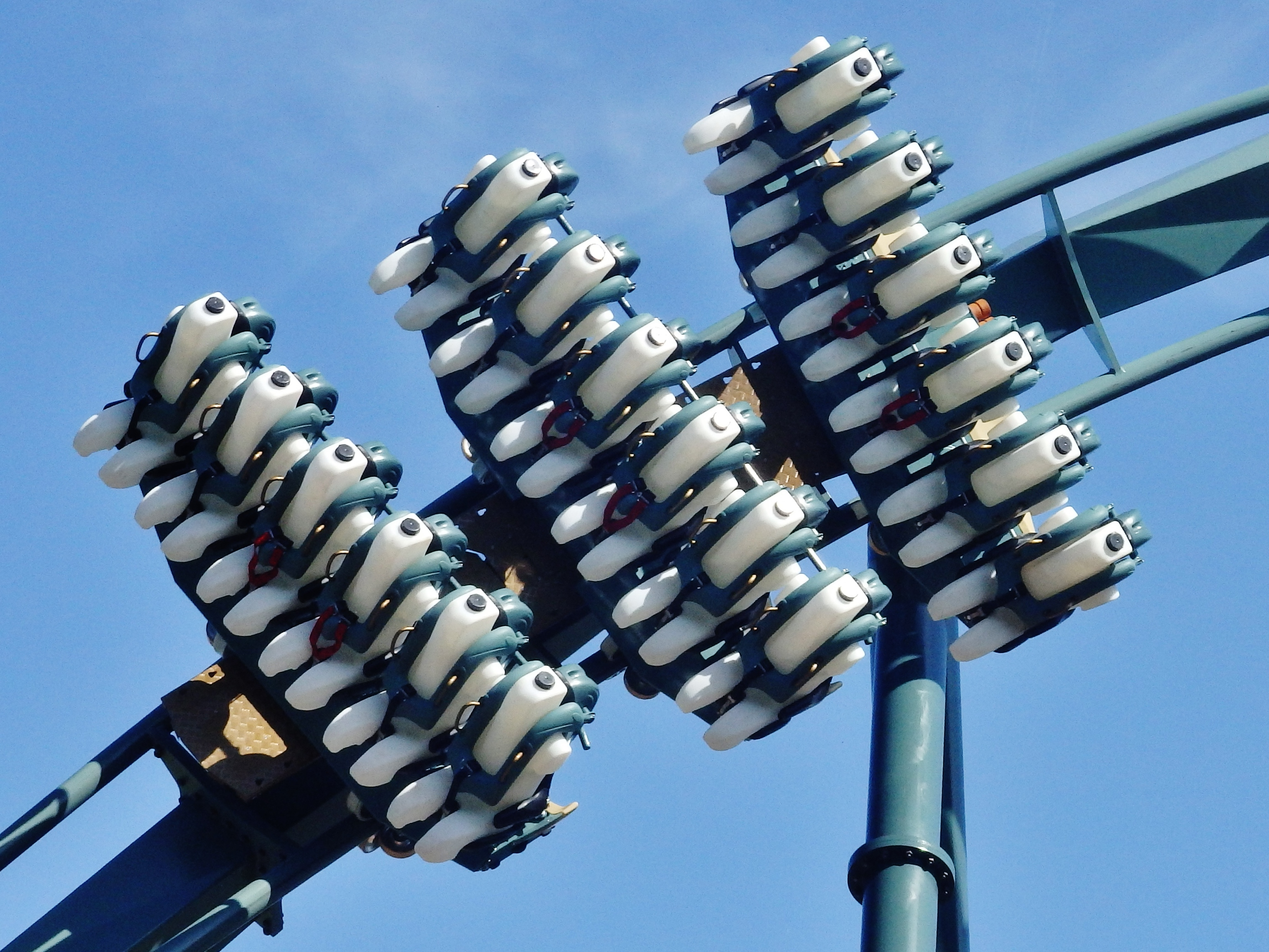
Asientos de la dive coaster Baron 1998.

B&M han sido siempre innovadores en cuanto a diseñar nuevas tecnologías y conceptos que incorporan a sus montañas rusas. A día de hoy, tienen nueve tipos diferentes de montaña rusa:
- Sitting Coaster: los pasajeros van sentados en el tren. El recorrido suele estar basado en inversiones.

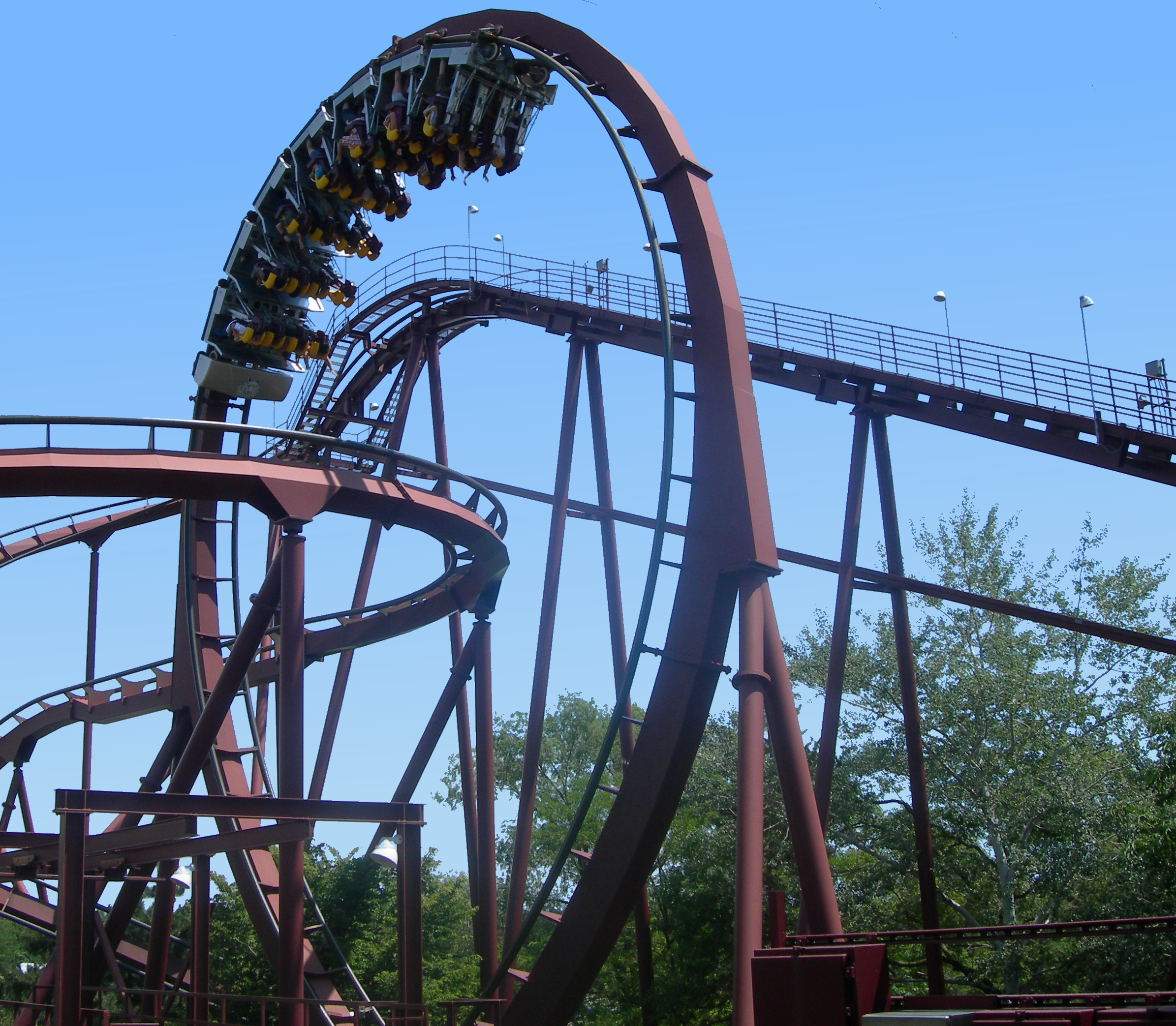
Firebird Montaña Rusa en Six Flags America

- Firebird Montaña Rusa en Six Flags AmericaStand-Up Coaster: montaña rusa en la que los pasajeros van de pie en vez de sentados.

- Inverted Coaster (invertida): el tren va colgando de los raíles, en vez de reposar en ellos.

- Floorless Coaster (sin suelo): de recorrido y características similares a sit-down, pero con trenes sin suelo en los que el pasajero puede ver la vía directamente bajo sus pies.

- Flying Coaster (voladora): la posición del cuerpo de los pasajeros es paralela a la vía, como si volasen.

- Hyper Coaster: montaña rusa sin inversiones, que se basa en airtime (fuerzas g. negativas o cercanas a 0). Suelen ser las montañas rusas de mayor tamaño, y sus trenes son famosos por su gran comodidad y por la libertad que proporcionan a los viajeros.

- Dive Coaster: el modelo más recientemente desarrollado de montaña rusa. Sus trenes son muy anchos, comenzaron con 8 personas por vagón en Oblivion, Alton Towers, pero su última creación, Griffon en Busch Gardens Williamsburg, tiene a 10 personas por vagón. Su característica principal es su caída vertical (aunque Oblivion sólo se inclina 87,5 grados.

- Wing Coaster: nuevo modelo de tren en el que los pasajeros viajan colgados de los laterales de la vía. La distribución de los asientos es de dos personas por cada lado por vagón. Teniendo el tren siete vagones, un total de 28 personas. Este nuevo modelo presenta diferencias del modelo Wing Rider de Intamin (la primera wing coaster fue Furius Baco, de Intamin AG en PortAventura Park). Los asientos disponen de unos arneses parecidos al modelo flying y la estructura del vagón hace forma de V invertida, dejando los asientos por debajo de la vía. A diferencia del modelo de Intamin (asientos situados por encima de la vía), los asientos están situados al nivel de la vía.
- Surf Coaster; modelo relativamente nuevo similar a la "stand up coaster", solo se ha anunciado un ejemplar de este modelo siendo "Pipeline the surf coaster" en "SeaWorld Orlando".

Las montañas rusas de B&M son famosas por su fiabilidad, poco mantenimiento requerido y su récord de seguridad. Una de las anécdotas más extendidas ocurrió antes de probar la montaña rusa Nemesis, cuando su ingeniero John Wardley preguntó a Walter Bolliger "¿Y si se atasca? ¿Cómo llevaremos los trenes a la estación?", a lo que Bolliger contestó "Nuestras montañas rusas nunca se atascan. Siempre funcionan bien la primera vez." Fiel a su palabra, la montaña rusa completó su primera vuelta según lo planeado. De hecho, B&M era famosa porque ninguna de sus montañas rusas se había atascado jamás en el recorrido, pero Raptor, en Cedar Point, se atascó el último día de apertura de 2006, al no poder completar una subida, si bien fue en condiciones de viento extremo en las que no debería haber sido puesta en funcionamiento.

## Características
Una de las características principales presente en casi todos los productos B&M y casi exclusiva es el uso del "pre-drop" o pre-caída (conocida como kicker en la industria). Es una pequeña caída de alrededor de un metro después de la subida inicial o lift y antes de la bajada principal (drop) que sirve para reducir la tensión en la cadena que sube el tren, al evitar que los vagones delanteros tiren hacia abajo mientras los traseros están aún enganchados. Últimamente, sólo se usa en montañas rusas con bajadas rectas; las que giran al bajar no suelen tenerlo.
Esta característica se considera de las montañas rusas más viejas (old-gen) de B&M.
B&M son también una de las pocas compañías que usan cuatro plazas por vagón en sus trenes, que normalmente tienen entre siete y nueve vagones. Todos los modelos excepto la dive coaster usan esta configuración.
Otra característica es la forma de las vías. La espina dorsal de la vía es cuadrada, al contrario que la mayoría de otras compañías, que la usan redonda. Esto crea un rugido característico cuando el tren circula por ellas, al estar hueca esta espina dorsal. Algunas montañas rusas la tienen rellena de arena para reducir este sonido.